# Luv Me, Luv Me
A Luv Me, Luv Me Shaggy és Janet Jackson amerikai énekesek duettje. A dal a How Stella Got Her Groove Back című film betétdala volt. Később felkerült Shaggy Hot Shot című albumára, de mivel nem sikerült megszereznie a jogokat, hogy Janet hangját használhassa, az albumváltozatban Samantha Cole énekel, és Janet változata csak a kislemezen, valamint a filmzenealbumon hallható.
A dal részleteket használ fel a The Honey Drippers Impeach The President, Candyman Knockin' Boots (1990) és Rose Royce Ooh Boy című számából.
A Billboard slágerlista szabályai 1998 végén megváltoztak, ekkortól engedték meg, hogy olyan dalok is felkerüljenek a slágerlistára, amik az USA-ban nem jelentek meg kislemezen kereskedelmi forgalomban. Ezért történt, hogy a Luv Me, Luv Me csak decemberben került fel a Billboard Hot 100-ra, amikor a rádiós játszása már csökkent.

## Helyezések
| Slágerlista (1998)            | Legmagasabb helyezés |
| ----------------------------- | -------------------- |
| USA Billboard Hot 100         | 76                   |
| USA Billboard Hot 100 Airplay | 56                   |
| USA Top 40 Mainstream         | 23                   |
| USA Top 40 Tracks             | 28                   |
| USA ARC Top 40                | 17                   |
| Ausztrál ARIA Top 50          | 5                    |